# Rebló

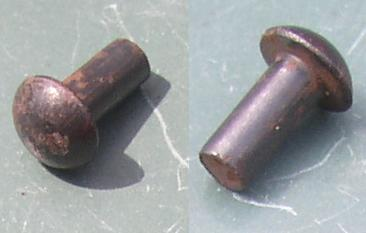
Reblons massissos

Un rebló és un element d'unió mecànica permanent. Abans de ser instal·lat consisteix en una tija cilíndrica llisa amb un cap a un extrem. Hom anomena cua l'extrem contrari al cap. La instal·lació es fa col·locant el rebló a través de forats fets a les peces a unir. Llavors la cua és "reblada" (deformada) de manera que s'expandeix (sovint més de 1.5 vegades el diàmetre original de la tija) formant un altre cap i aguantant el rebló a lloc.
Perquè la unió sigui eficaç els caps d'ambdós finals han de suportar càrregues de tracció (càrrega paral·lela a l'eix de la tija); tanmateix, els reblons són més eficaços com a unions a cisalla o tallant (càrrega perpendicular a l'eix de la tija). Les unions roscades (cargols) són més convenients per aguantar càrregues de tracció.
Altres elements d'unió utilitzats tradicionalment en fusta com els claus treballen amb el mateix principi que el rebló.

## Tipus de reblons
Hi ha diversos tipus de reblons dissenyats amb diferents requeriments de càrrega, cost i accessibilitat:

### Reblons massisos

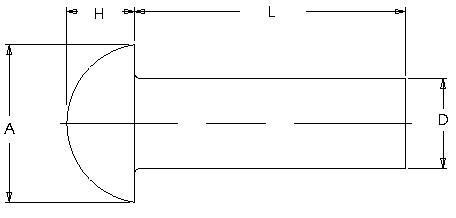
Un dibuix tècnic típic d'un rebló massís

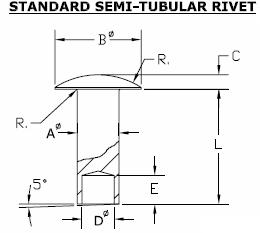
Un dibuix tècnic típic d'un rebló semi-tubular

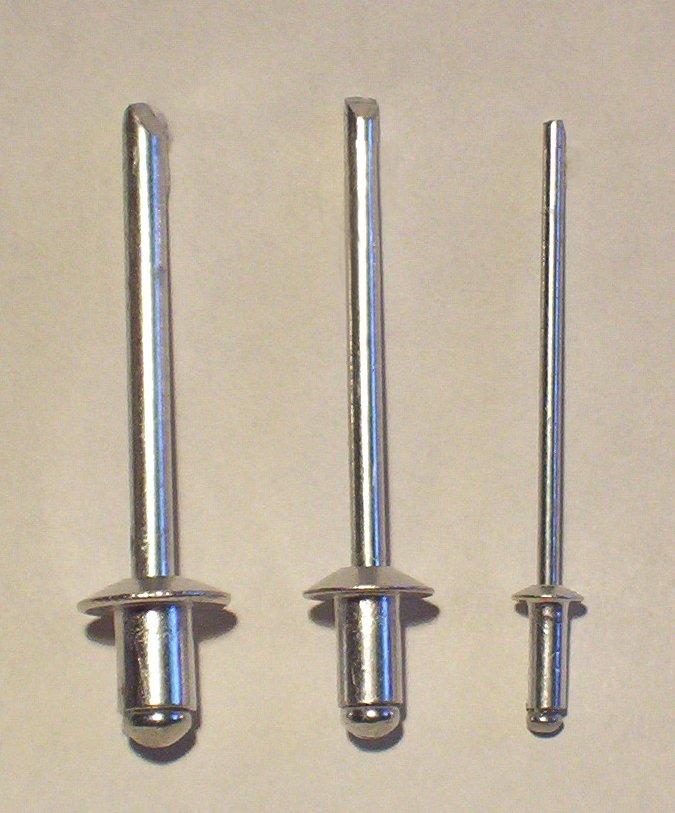
Tres reblons cecs d'alumini: 1/8", 3/32", i 1/16"

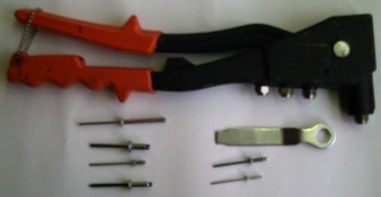
Rebladora manual

El rebló massis és el tipus més antic i fiable, havent estat trobat en restes arqueològiques de l'edat de bronze. Els reblons massissos consten d'un cap i una tija que és deformada amb un martell o una rebladora. Hi ha reblons constituïts per una sola peça o component, mentre que d'altres poden estar constituïts per més d'una peça o component. És comú anomenar-les en el mateix nom, encara que la correcta definició de rebló és per als elements d'unió constituïts per un únic element.
Els reblons massissos són utilitzats en aplicacions on la fiabilitat i la seguretat compten com per exemple, les unions estructurals d'un avió. En un avió modern s'empren centenars de milers de reblons massissos per realitzar les unions de fuselatge i ales. Els materials típics per reblons d'avió són aliatges d'alumini (2017, 2024, 2117, 7050, 5056, 55000, V-65), titani, i aliatges basats en níquel (p.e. Monel). Alguns aliatges d'alumini són massa durs per poder ser reblonats i s'han de tractar tèrmicament abans de ser reblonats, de vegades són mantinguts a molt baixa temperatura entre el tractament tèrmic i el reblonat per prevenir el seu enduriment.
També es poden trobar reblons d'acer en estructures estàtiques com ponts, grues, i estructures metàl·liques d'edificis.
El muntatge d'aquests reblons requereix accés a banda i banda de l'estructura.
Els avantatges de les unions reblades són:
- És un mètode d'unió barat i automatitzable.
- És vàlid per a unió de materials diferents i per a dues o més peces.
- Hi ha una gran varietat de models i materials de reblons, la qual cosa permet acabats més estètics que amb les unions cargolades.
- Permet les unions cegues, és a dir, la unió quan només és accessible la cara externa d'una de les peces.

Com a principals inconvenients destacar:
- No és adequat per a peces de gran gruix.
- La resistència assolible amb un rebló és inferior a la que es pot aconseguir amb un cargol.
- La unió no és desmuntable, cosa que dificulta el manteniment.
- La unió no és estanca.

Actualment, pràcticament no es fan servir unions amb reblons. La majoria de les unions d'estructures metàl·liques es realitzen mitjançant cargols (ordinaris, calibrats, o d'alta resistència), o mitjançant soldadura.
No obstant això, moltes obres importants han estat executades mitjançant reblons, com per exemple, la Torre Eiffel.

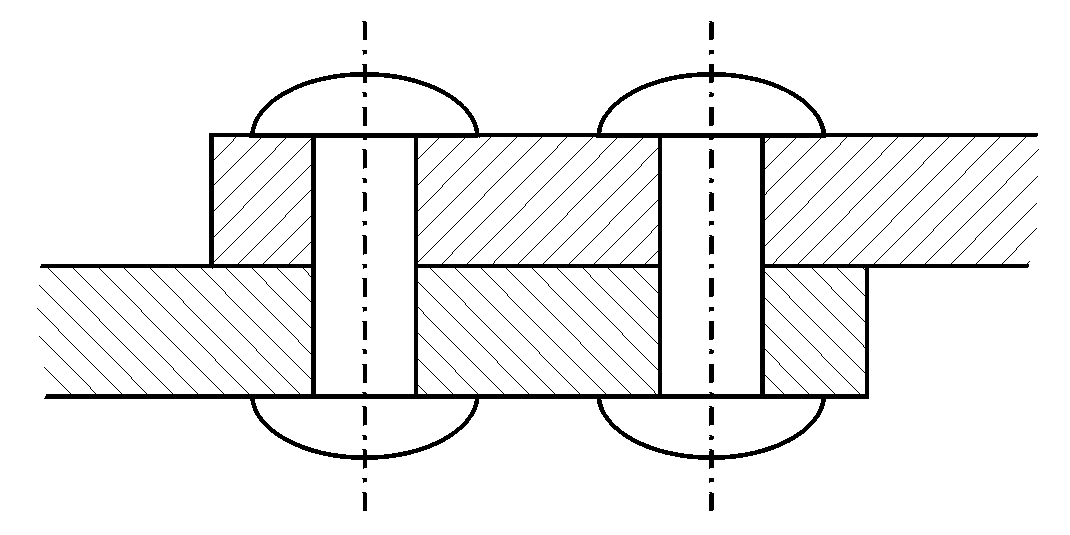
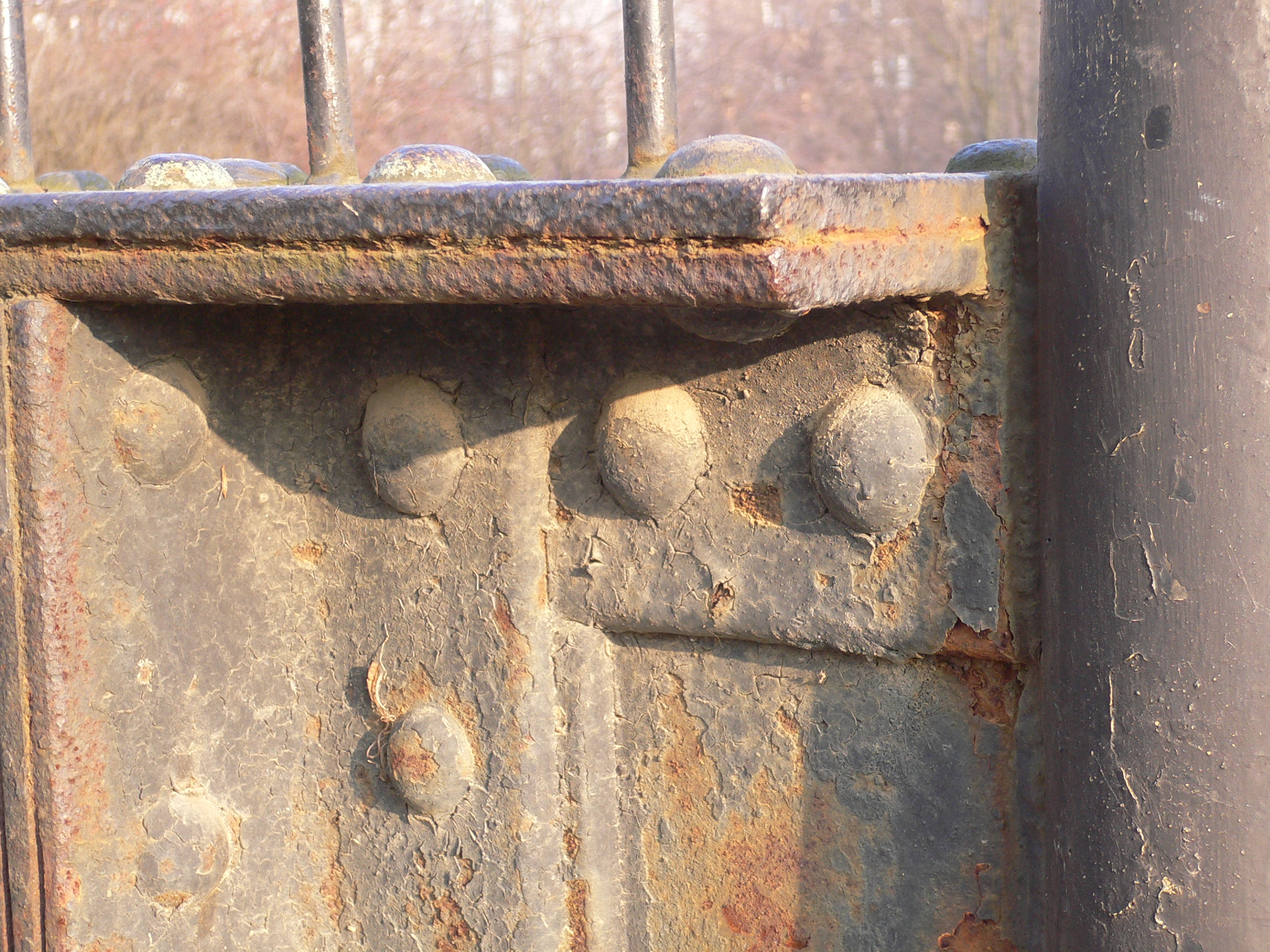
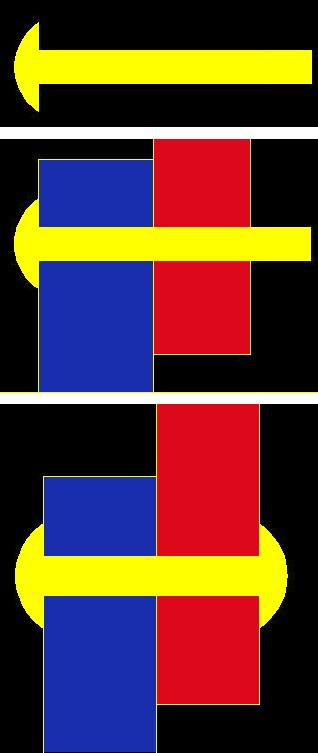

### Reblons semi-tubulars
Els reblons semi-tubulars són similars als reblons massissos, excepte que tenen un forat parcial a la cua. El propòsit d'aquest forat és reduir la quantitat de força necessària per deformar la porció tubular cap enfora. La força que cal aplicar a un rebló semitubular és de l'ordre del 25% de la quantitat necessària per un rebló massís.
Els reblons semi-tubulars es poden emprar com a frontisses o pivots (una unió que permet la rotació relativa de les peces) doncs l'expansió del rebló és només a la cua. Els reblons semi-tubulars s'expandeixen radialment omplint el forat cosa que limita el moviment. Són molt emprats en productes mecànics i electrònics.

### Reblons cecs
Els Reblons cecs, comunament anomenats reblons "pop" (POP és la marca del fabricant original, ara propietat de Stanley Engineered Fastening, una divisió de Stanley Black & Decker) són tubulars, generalment d'alumini i es subministren amb un passador d'acer a través de la tija. El muntatge del rebló es fa subjectant el passador amb una rebladora i inserint el rebló a través de forats fets en les peces a unir. Un cop inserit s'acciona la rebladora i aquesta estira el passador expandint la tija del rebló. Finalment, el passador es trenca i una part queda dins de la tija reforçant-la.
No és recomanable usar-los en unions de compromís perquè el passador pot caure deixant la tija molt més feble a aixafament.
El gran avantatge dels reblons cecs és que poden ser instal·lats tenint accés només a un dels costats de l'estructura.
Previ a l'adopció de reblons cecs, la instal·lació d'un rebló requeria dues persones. Una persona subjectant el cap a un costat i una segona persona deformant la tija.
Els reblons "pop" o secs poden instal·lar-se completament amb accés a un sol costat d'una peça o estructura.
Abans de la invenció dels reblons cecs, la instal·lació d'un rebló solia requerir l'accés a banda i banda de l'assemblatge: un martell reblador en un costat i una barra de reblat a l'altre. El 1916, el reservista i enginyer de la Marina Reial Hamilton Neil Wylie va presentar una patent per a un "mitjà millorat de tancament de reblons tubulars" (concedida el maig de 1917). En 1922, Wylie es va incorporar al fabricant britànic d'avions Armstrong-Whitworth Ltd per assessorar sobre tècniques de construcció metàl·lica; aquí va continuar desenvolupant el seu disseny de reblons amb una altra patent de 1927 que incorporava el plançó passant i permetia utilitzar el rebló a cegues. Cap a 1928, la George Tucker Eyelet Company, de Birmingham, Anglaterra, va produir un rebló de "copa" basat en el disseny. Requeria una tija GKN separat i el cos del rebló per ser acoblat a mà abans del seu ús per a la construcció del Siskin III. Juntament amb Armstrong-Whitworth, la Geo. Tucker Co. va modificar encara més el disseny del rebló per produir una unitat d'una sola peça que incorporava un plançó i un rebló. Aquest producte es va desenvolupar més tard en alumini i es va registrar com a rebló "POP". La United Shoe Machinery Co. va produir el disseny als Estats Units mentre inventors com Carl Cherry i Lou Huck experimentaven amb altres tècniques per expandir reblons massissos.
Estan disponibles al cap pla, cap avellanat i cap al ras modificat amb diàmetres estàndard d'1/8, 5/32 i 3/16 de polzada. Els reblons cecs es fabriquen amb aliatges tous d'alumini, acer (inclòs l'acer inoxidable), coure i Monel.
També hi ha reblons cecs estructurals, que estan dissenyats per suportar càrregues de cisallament i tracció.

#### Reblons d'acer estructural d'alta resistència

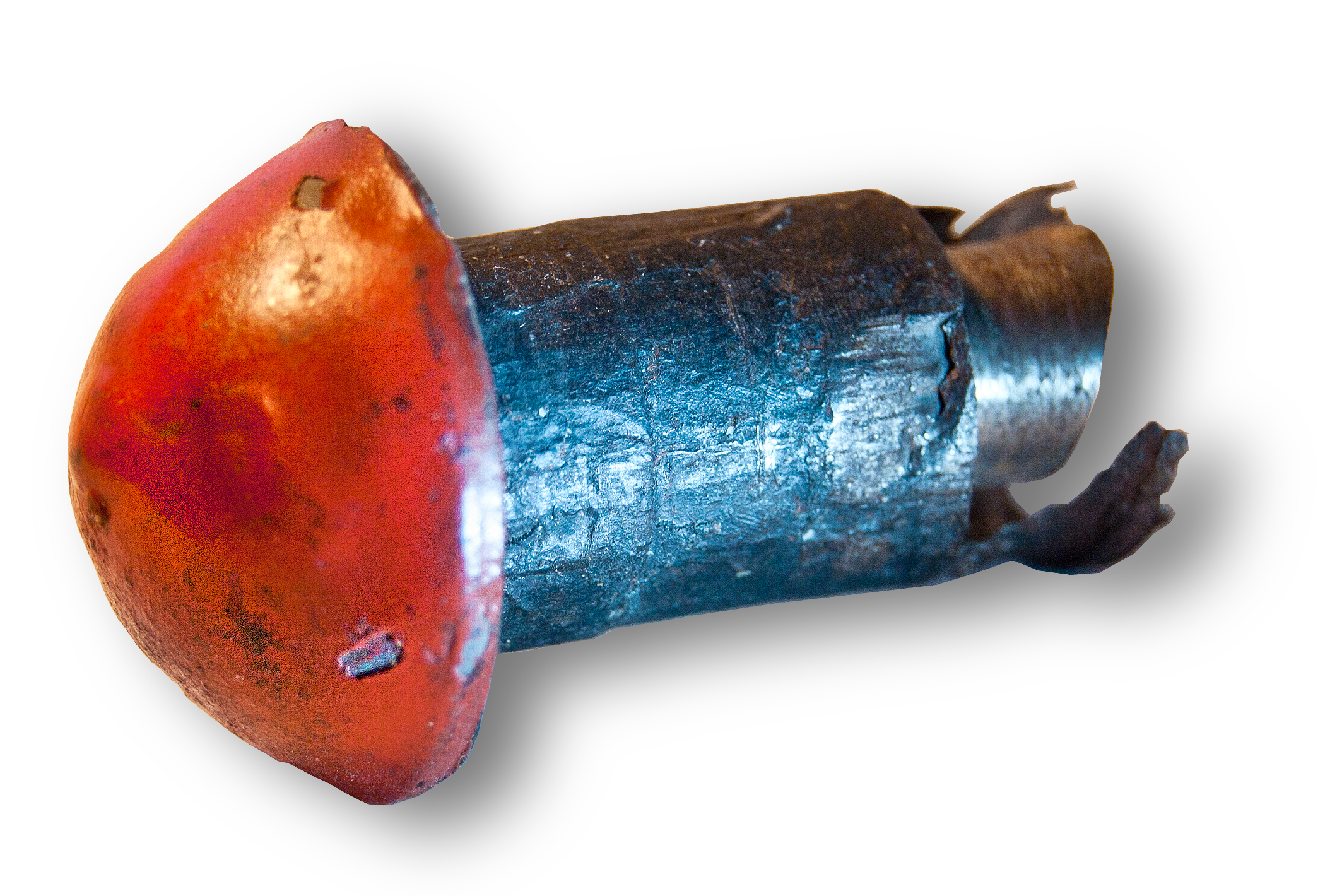
Un rebló d'acer estructural original del Pont de Golden Gate (1937). Retirat i substituït c. 2000 durant les obres de reforç de l'estructura per resistir càrregues sísmiques.

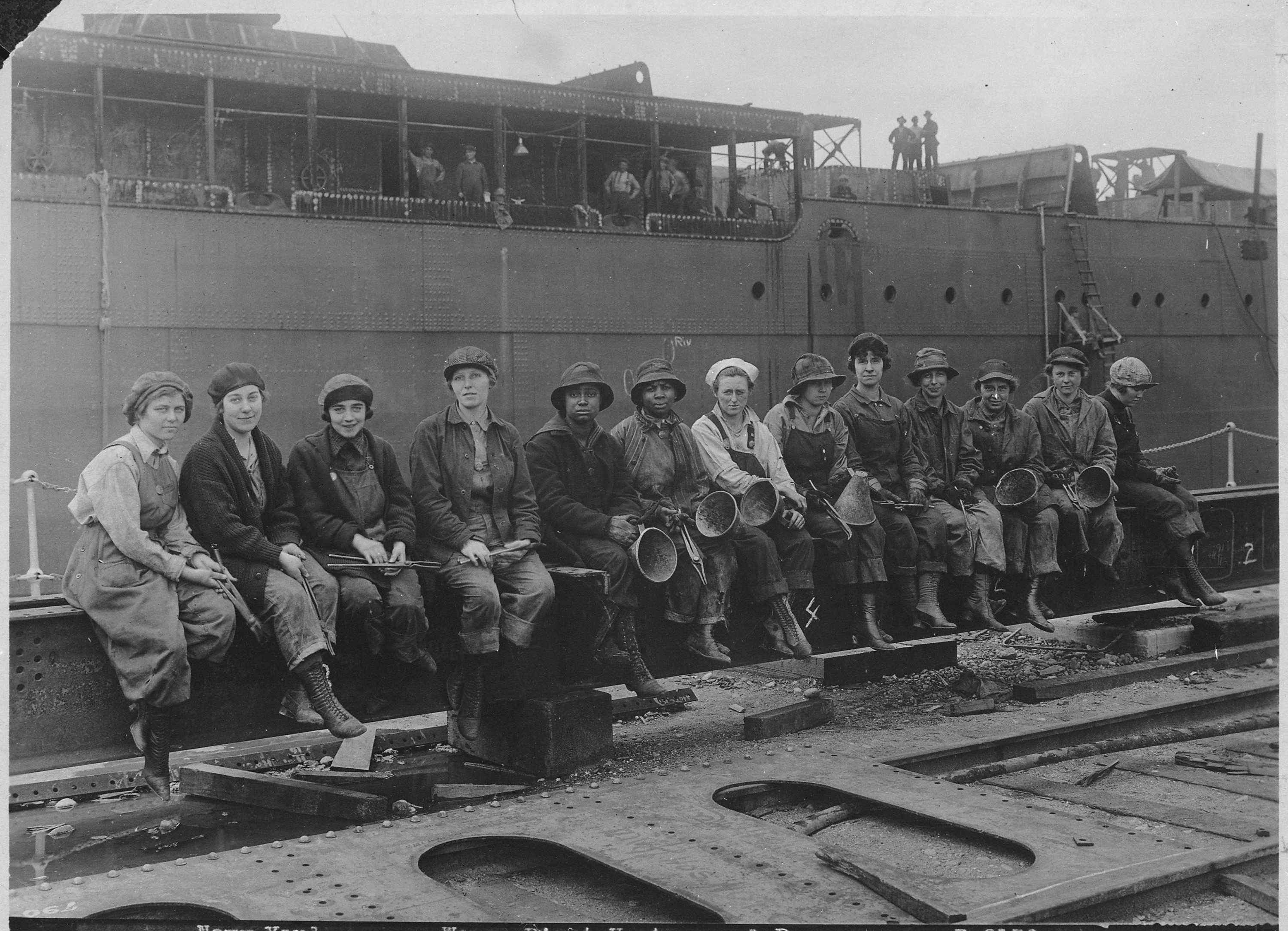
Dones rebladores, amb les seves pinces i cubs de recollida, Puget Sound Navy Yard, maig de 1919.

Fins fa relativament poc, les unions estructurals d'acer se soldaven o reblaven. Els perns d'alta resistència han substituït en gran manera els reblons d'acer estructural. De fet, les darreres especificacions de construcció en acer publicades per AISC (la 14a edició) ja no contemplen la seva instal·lació. La raó d'aquest canvi es deu principalment al cost dels treballadors qualificats necessaris per instal·lar reblons d'acer estructural d'alta resistència. Mentre que dos treballadors relativament no qualificats poden instal·lar i prémer perns d'alta resistència, normalment es necessiten quatre treballadors qualificats per instal·lar reblons (escalfador, receptor, suport, copejador).
En un lloc central prop de les zones que es reblaven, s'instal·lava un forn. Els reblons es col·locaven al forn i s'escalfaven fins a aproximadament 900 °C o "vermell cirera". L'escalfador de reblons o 'cuiner' utilitzava pinces per extreure reblons individuals i llançar-los a un receptor situat prop de les unions que s'havien de reblar. El "caçador" (generalment) atrapava el rebló en una galleda de cuir o de fusta amb el fons revestit de cendra. El rebló va inserir el rebló a l'orifici que s'havia de reblar i després es va tornar ràpidament per atrapar el següent rebló. El "suport" o "suport" sostindrà una pesada "barra de trossejat" o carretó o un altre gat pneumàtic (més gran) contra el "cap de taller" rodó del rebló, mentre que el reblador (de vegades dos rebladors) va aplicar un martell o pistola de reblons amb un "joc de reblons" a la cua del rebló, fent-ho un fong contra la junta que forma el "cap de camp" en la seva forma de volta final. Alternativament, el buck s'amartella més o menys al ras amb l'estructura en un forat avellanat. Abans de fer servir martells pneumàtics, per exemple, en la construcció del RMS Titanic, l'home que amartellava el rebló era conegut com el "copejador". Com que el rebló calent estava molt per sobre de la seva temperatura de servei quan es va forjar el cap del camp, no va poder crear una tensió significativa. No obstant això, en refredar-se, el rebló es va contreure axialment exercint la força de subjecció sobre la junta.
Els darrers reblons d'acer estructural d'alta resistència que es van utilitzar comunament van ser els denominats reblons ASTM A502 Grau 1.
Aquestes estructures reblades poden ser insuficients per resistir la càrrega sísmica de terratrèmols si l'estructura no va ser dissenyada per a tals forces, un problema comú dels ponts d'acer més antics. Això és degut al fet que un rebló calent no pot tractar-se tèrmicament de forma adequada per afegir resistència i duresa. En el recondicionament sísmic d'aquest tipus d'estructures, és pràctica comuna eliminar els reblons crítics amb un bufador d'oxitall i soldadura, esmerilar en forma precisa el forat i, a continuació, inserir un pern mecanitzat i tractat tèrmicament.

### Rebló allisat
El rebló allisat és utilitzat principalment en superfícies llises on l'aspecte extern i l'eliminació de fricció aerodinàmica innecessària són importants. El rebló allisat aprofita un forat refós a la peça exterior a unir per amagar-hi el cap. Són emprats extensament a l'exterior dels avions per raons aerodinàmiques.

## Aplicacions

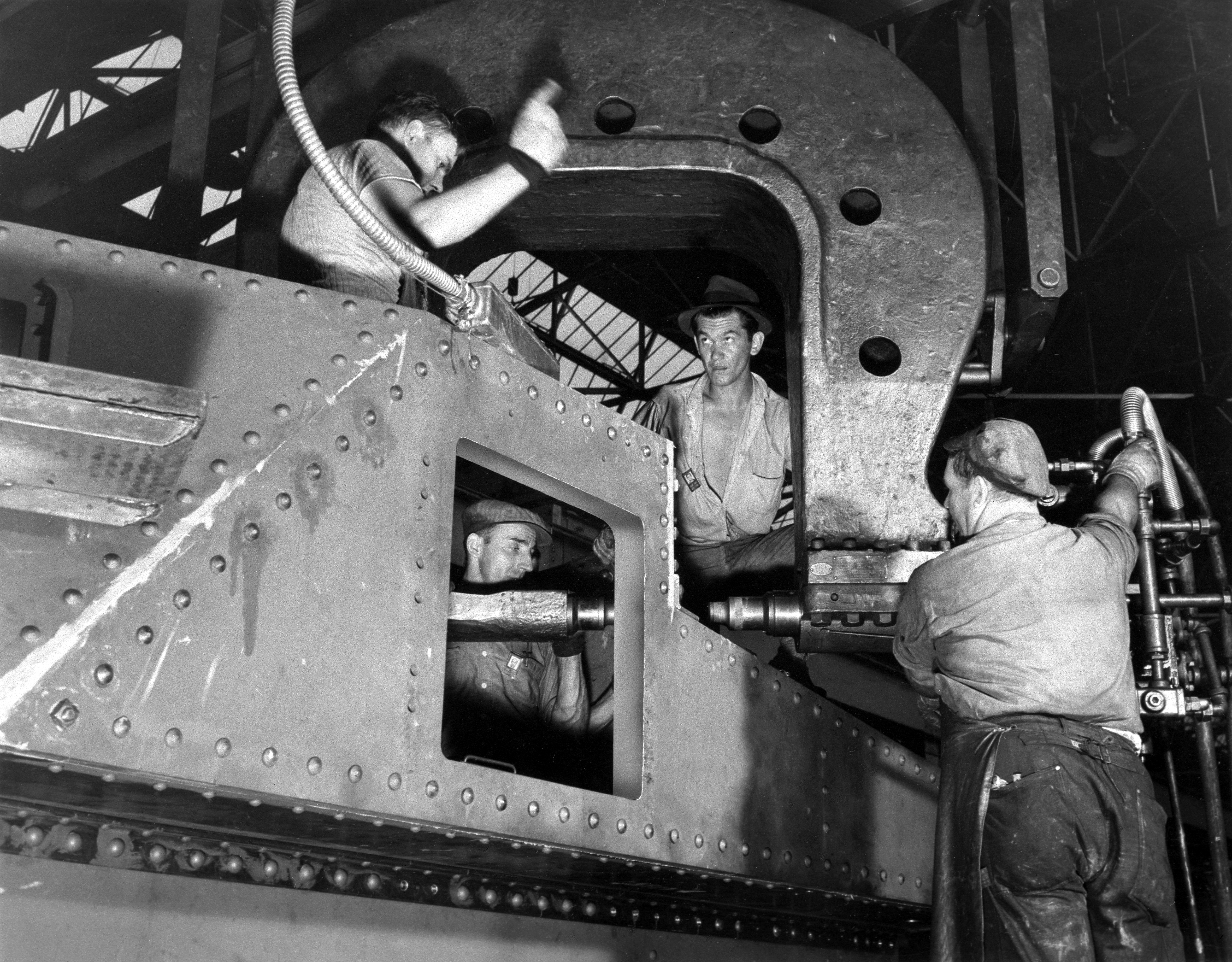
Instal·lació de reblons al xassís d'un tanc

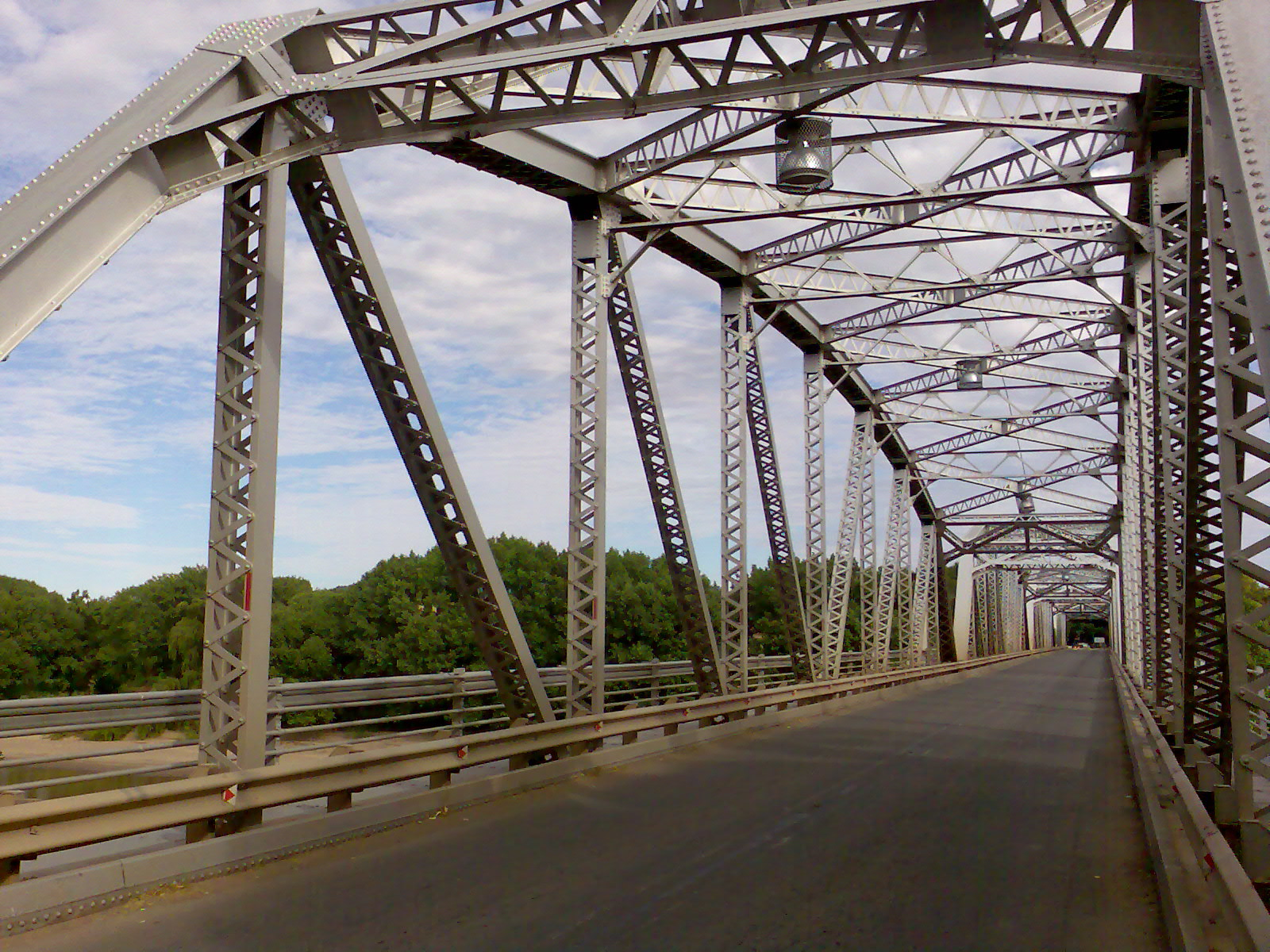
Pont metal·lic reblonat sobre el riu Orange

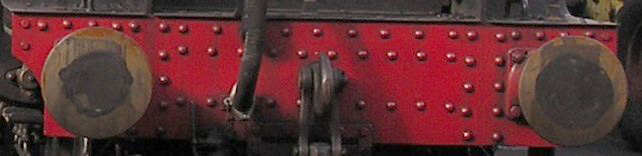
Frontal reblonat d'una locomotora de vapor

La unió reblonada es va desenvolupar industrialment abans que la unió roscada i les tècniques de soldadura. Algunes estructures emblemàtiques d'acer com la Torre Eiffel van ser fetes amb reblons. Avui, la soldadura i la unió roscada han substituït els reblons en les estructures acer.
Nogensmenys, el reblonat és utilitzat encara àmpliament en aplicacions on pes lleuger i alta capacitat de càrrega són crítics, com per exemple, en aeronàutica. També s'empra molt en unions no desmuntables de productes de consum mecànic, electrònic i tèxtil (texans).

## Anàlisi i càlcul
Les unions reblonades han de ser sol·licitades preferentment a cisalladura. En aquest cas cal comprovar el rebló a tallant, i les peces unides a agafament.
No és recomanable barrejar reblons i cargols treballant a tallant doncs el reblons omplen el forat on són instal·lats i poden fallar abans que els cargols col·laborin en la càrrega. En general, una junta composta d'elements d'unió similars és el més eficaç perquè tots ells assoliran la seva capacitat de càrrega simultàniament.

### Fallada del mecanisme
A les juntes amb un sol rebló, els mecanismes bàsics de fallada que presenten són:

#### Fallada per ciselladora
És la fallada per ciselladora, en la qual es produeix el tall del rebló. El criteri de dimensionament per evitar aquest tipus de fallada és:
No s'ha pogut entendre (MathML amb SVG o PNG alternatiu (recomanat per a navegadors moderns i eines d'accessibilitat): Resposta invàlida («Math extension cannot connect to Restbase.») del servidor «http://localhost:6011/ca.wikipedia.org/v1/»:): {\displaystyle  \tau = \frac {F}{N \cdot A} = \frac{F}{N \cdot \frac { \pi d^2}{4}} \leq S_{sy} }

sent n el nombre de seccions que treballen a tallant (vegeu figura inferior), d el diàmetre del rebló, i Ssy la tensió de fluència a tracció.

#### Fallada per aixafament
Consisteix en l'esclafament de les cares laterals del rebló a causa de la compressió
realitzada per les xapes. La distribució de tensions és complexa, per la qual cosa es
considera un model simplificat, segons el qual, la tensió s'obté considerant, com
àrea resistent a compressió, la projecció diametral de làrea de contacte. La tensió de
aixafament més desfavorable estarà a la xapa més prima. El criteri de disseny per
evitar aquesta fallada es calcula com:
{\displaystyle \sigma _{aixafament}={\frac {F}{A_{ap}}}={\frac {F}{d\cdot t_{min}}}\leq \sigma _{adm}}
sent tmin l'espessor de la xapa més prima, d el diàmetre del rebló, i considerant la tensió admissible d'esclafament el doble de la tensió de fluència.

## Talles
Els reblons vénen en sèries de polzades i sèries mètriques:
- Unitats imperials (fraccions de polzades) amb diàmetres com ara 1/8" o 5/16".
- Sistema internacional d'unitats o SI amb diàmetres com ara 3 mm, 8 mm.

Les principals normes oficials es relacionen més amb paràmetres tècnics com ara la resistència a la tracció final i l'acabat de la superfície que la longitud i el diàmetre físics. Ells són:
| Abreviació  | Autoritat emissora |
| ----------- | --- |
| AIA / NASM  | Aerospace Industries Association (AIA) Estàndard del Sistema Imperial; NASM és l'acrònim de National Aerospace Standards, MIL-STD. |
| AN / MS     | United States Military Standard utilitzat per l'exèrcit, la marina o la força aèria dels EUA, sistema imperial. |
| ASME / ANSI | The American Society of Mechanical Engineers (ASME). Codi PIN de 18 dígits. El sistema imperial està aprovat per ANSI i adoptat pel Departament de Defensa dels EUA. |
| BS /BSI     | British Standards Institution. proporciona números BS de quatre xifres per als estàndards imperials i també proporciona números BS similars per a traduccions oficials a l'anglès per al mercat intern de la Unió Europea (vegeu a continuació: DIN o SI) |
| SAE         | La Society of Automotive Engineers és una organització mundial que proporciona especificacions (principalment imperials) per al disseny i proves de components utilitzats a la indústria de l'automòbil. |
| JIS         | Japanese Industrial Standard (JIS) és un sistema mètric basat en gran manera en DIN amb algunes modificacions menors per satisfer les necessitats del mercat japonès, utilitzat principalment en equips electrònics japonesos. |
| DIN         | Deutsches Institut für Normung és l'estàndard mètric nacional alemany que s'utilitza a la majoria de països europeus perquè s'assembla molt a les especificacions més recents de les organitzacions internacionals d'estàndards (ISO). Els elements de fixació DIN utilitzen un identificador d'estil DIN més el material i l'acabat o revestiment (si n'hi ha). |
| ISO         | International Organization for Standardization (ISO) és un estàndard mètric mundial. Les normes ISO clarificades per a elements de fixació (mètrics) estan guanyant ràpidament un reconeixement internacional amb preferència a la DIN similar, en la qual es basava originalment SI.                                                                            |